# Plaketa
Plaketa (francuski izgovor: [plakɛt], mala ploča) je mali plitki reljef od bronce ili drugih materijala. Bile su popularne u talijanskoj renesansi i kasnije. One mogu biti komemorativne, ali osobito u razdoblju renesanse i manirizma često su rađene u čisto dekorativne svrhe, s često prenapučenim scenama iz vjerskih, povijesnih ili mitoloških izvora. Ukrašena je samo jedna strana, što daje glavnu točku razlikovanja u odnosu medalju, gdje su obje strane ukrašene figuralnim prikazima i (ili) tekstom. Većina je pravokutna ili kružna, ali se mogu naći i drugi oblici, kao u prikazanom primjeru. Tipične veličine kreću se od oko 5 cm do oko 15 cm po stranici. One "obično stanu na dlan". 
Počeli su ih izrađivati 1440-ih u Italiji, ali se u sljedećem stoljeću izrada proširila  diljem Europe, posebno u Francusku, Njemačku i Nizozemsku. Otprilike 1550. godine u Italiji je izašla iz mode, ali francuske plakete ulaze u svoje najbolje razdoblje, a tamo i u Njemačkoj nastavile su biti popularne sve do 17. stoljeća. Forma se nastavila izrađivati u malom broju, uz nešto oživljavanja produkcije od oko 1850. Oduvijek su bile usko povezane s medaljom, a mnoge nagrade i danas su u obliku plaketa.